# Departement Zorg
Het Departement Zorg (voorheen Departement Welzijn, Volksgezondheid en Gezin (WVG)) is een departement van de Vlaamse overheid. Het departement maakt deel uit van het  beleidsdomein Welzijn, Volksgezondheid en Gezin en staat onder de bevoegdheid van de Vlaamse minister van Welzijn, Volksgezondheid en Gezin. Het departement wordt geleid door een secretaris-generaal en bestaat, naast de diensten van die secretaris-generaal, uit acht afdelingen. Twee van deze afdelingen vormen samen de Zorginspectie.Het departement is onder andere verantwoordelijk voor het voorbereiden en opvolgen van het beleid rond welzijn, volksgezondheid en gezin; het erkennen, subsidiëren en inspecteren van allerlei zorg- en welzijnsvoorzieningen en het opvolgen en begeleiden van daders en slachtoffers in opdracht van het gerecht of andere overheden.

Op 1 juli 2023 fuseerde het Departement Welzijn, Volksgezondheid en Gezin met het Vlaams Agentschap Zorg en Gezondheid. Sindsdien gaat de entiteit verder onder de naam Departement Zorg. 

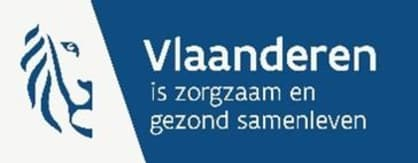

## Beleidsdomein
Bij de hervorming van de Vlaamse overheid in 2006 onder de naam 'Beter Bestuurlijk Beleid' is het beleidsdomein Welzijn, Volksgezondheid en Gezin opgericht. Anno 2018 bestaat het beleidsdomein uit de entiteiten als op onderstaande afbeelding.

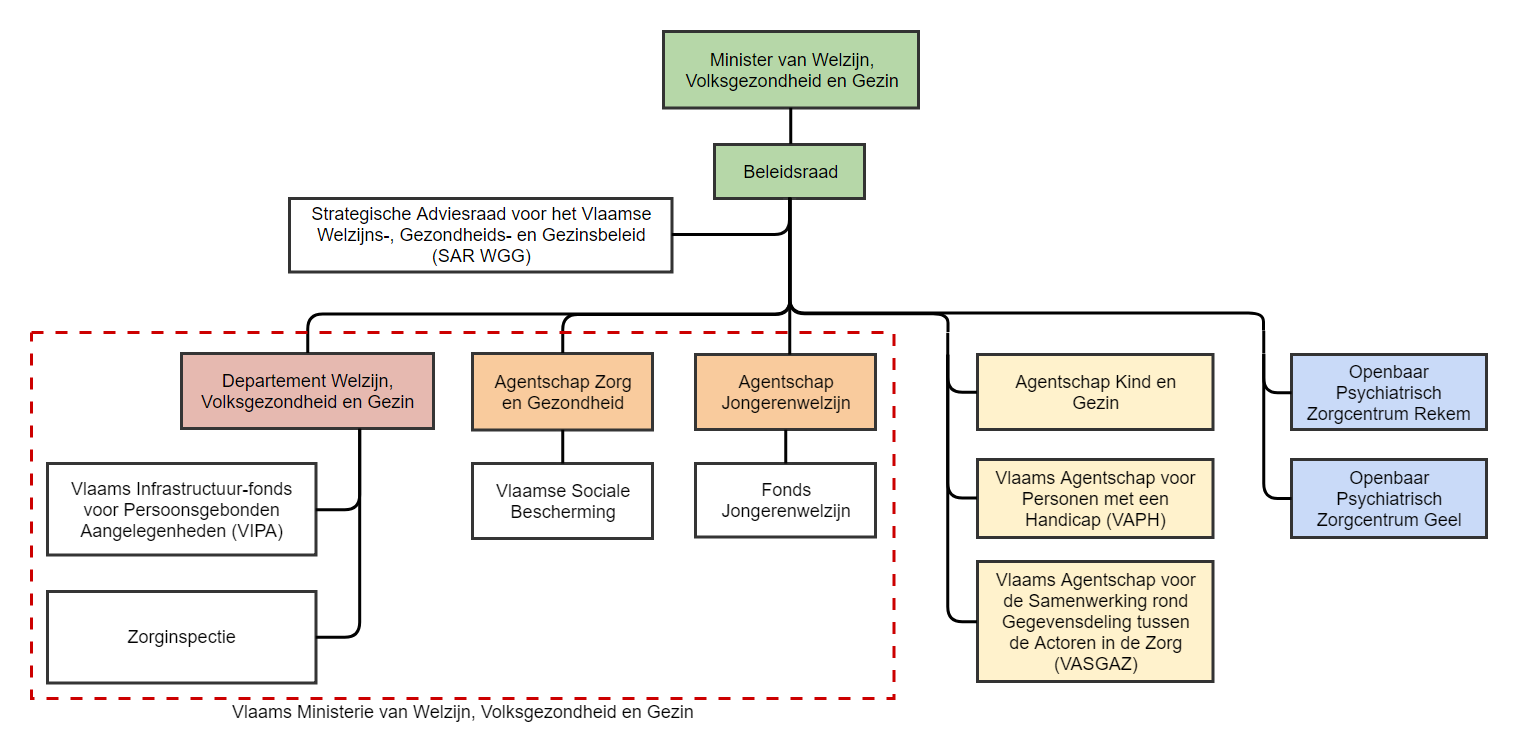
Beleidsmakers
Departement
Intern verzelfstandigde agentschappen zonder rechtspersoonlijkheid
Intern verzelfstandigde agentschappen met rechtspersoonlijkheid
Extern verzelfstandigde agentschappen naar publiek recht